# 藤原道義
藤原 道義（ふじわら の みちよし、生没年不詳）は、平安時代中期の貴族。藤原北家九条流、摂政関白太政大臣・藤原兼家の四男。官位は従五位上・治部少輔。

## 概要
摂関家の藤原兼家の庶子として生まれる。兼家と道義母（藤原忠幹の娘）との関係は康保元年（964年）頃に始まったと推測され、五男・道長の兄（四男）とされることから、村上朝末の康保元年（964年）から康保3年（966年）頃に生まれたか。
世間では愚か者として通っており、宮中に出仕し人並みに交際することもなく家に籠って一生を終えたという。そのためか、摂関家の子弟ながら官位は従五位上・治部少輔に留まり、同じく庶子で大納言に昇った兄の藤原道綱に比べても全くの微官に終わった。のちに、出家したともされる。
他に人物像が窺える史料として、『尊卑分脈』に「落婬也」「日本第一色白也」との記載があるが、意味ははっきりしない。これについては以下の考察がある。
- 「落婬也」･･･道義自身が異性関係に奔放であった、あるいは、道義母が当時の結婚形態にそぐわない関係のまま道義を出産したという道義の出生のあり方を指す[4]。
- 「日本第一色白也」･･･皮膚が特に色白であった、あるいは、しれもの（愚か者）の漢字表記を誤った[5]。

一条朝の寛弘2年（1005年）僧・道義が増賀の往生伝である「故聖御入滅作法」（宮内庁書陵部蔵本『春夜神記』所収）を注進している。これは、『多武峰略記』や後世の高僧伝の資料になったと想定され、『扶桑蒙求私注』第6巻に「道義記」として引用されている。この僧・道義と藤原道義は同一人物の可能性が高いとする指摘がある。
- 『尊卑分脈』や古記録類に見いだせる「道義」を名乗る人物で11世紀初頭に生きていた可能性のある人物は藤原道義のみ[8]。
- 増賀は多武峰に隠棲した一方、大和守時代の藤原忠幹（藤原道義の外祖父）は多武峰に対して異例の信仰心の篤さを示していることから[9]、藤原道義も多武峰に特別な親近感を持っていたことが想定される[4]。

## 系譜
『尊卑分脈』による。
- 父：藤原兼家
- 母：藤原忠幹の娘